# Perler for Svin (tegneserie)
Perler for Svin (engelsk: Pearls before Swine) er en tegneserie skabt af Stephan Pastis. Serien er, trods sin brug af meget sort humor, blevet populær hos læserne.[kilde mangler]
Serien var på et tidspunkt i den danske avis Urban. Det var fra 1. december 2004 til foråret 2006.[kilde mangler]